# Jacek Kozłowski
Jacek Kozłowski, né le 18 décembre 1957  à Sopot est un économiste, haut fonctionnaire et homme politique polonais, voïvode de Mazovie de 2007 à 2015.

## Biographie
Jacek Kozłowski a fait des études de géographie à l'université de Gdańsk puis un MBA à la Rutgers School of Communication and Information (en).
Dans les années 1990 - 1993, il est directeur général des services du président du Conseil des ministres, directeur du service de presse du gouvernement et porte-parole adjoint. Il est ensuite directeur général de la Fondation pour la démocratie locale  en polonais : Fundacja Rozwoju Demokracji Lokalnej, puis directeur des relations publiques à la Banque Pekao SA.
Il travaille aussi comme expert pour le Conseil de l'Europe, la commission parlementaire de la culture et des médias et le Conseil national de la radio et de la télévision (pl). Il est chargé de cours à l'Institut français de gestion de Varsovie, à l'université de Varsovie et à l'École supérieure de communication et des médias sociaux (Wyższa Szkoła Komunikowania i Mediów Społecznych im. Jerzego Giedroycia).
De 2006 à 2007, Il occupe le poste de vice-maréchal de la voïvodie de Mazovie. Le 29 novembre 2007. Il est nommé voïvode de Mazovie. Il quitte ses fonctions en décembre 2015 après la constitution du Gouvernement Szydło, remplacé par Zdzisław Sipiera (pl).
Jacek Kozłowski est marié et a une fille.

## Crédit d'auteurs
- (pl) Cet article est partiellement ou en totalité issu de l’article de Wikipédia en polonais intitulé « Jacek Kozłowski » (voir la liste des auteurs).